# نويشتات أم كولم
نوياشتات أم كولم (بالألمانية: Neustadt am Kulm) هي بلدة ألمانية تقع في ألمانيا في Neustadt an der Waldnaab (district). يقدر عدد سكانها بـ 1,334 نسمة .